# マルテンシオミケス
マルテンシオミケス Martensiomyces Meyer, 1957. はキックセラ目の菌類の1つ。ブラシカビ Coemansia のような胞子形成部を散房状につける。

## 特徴

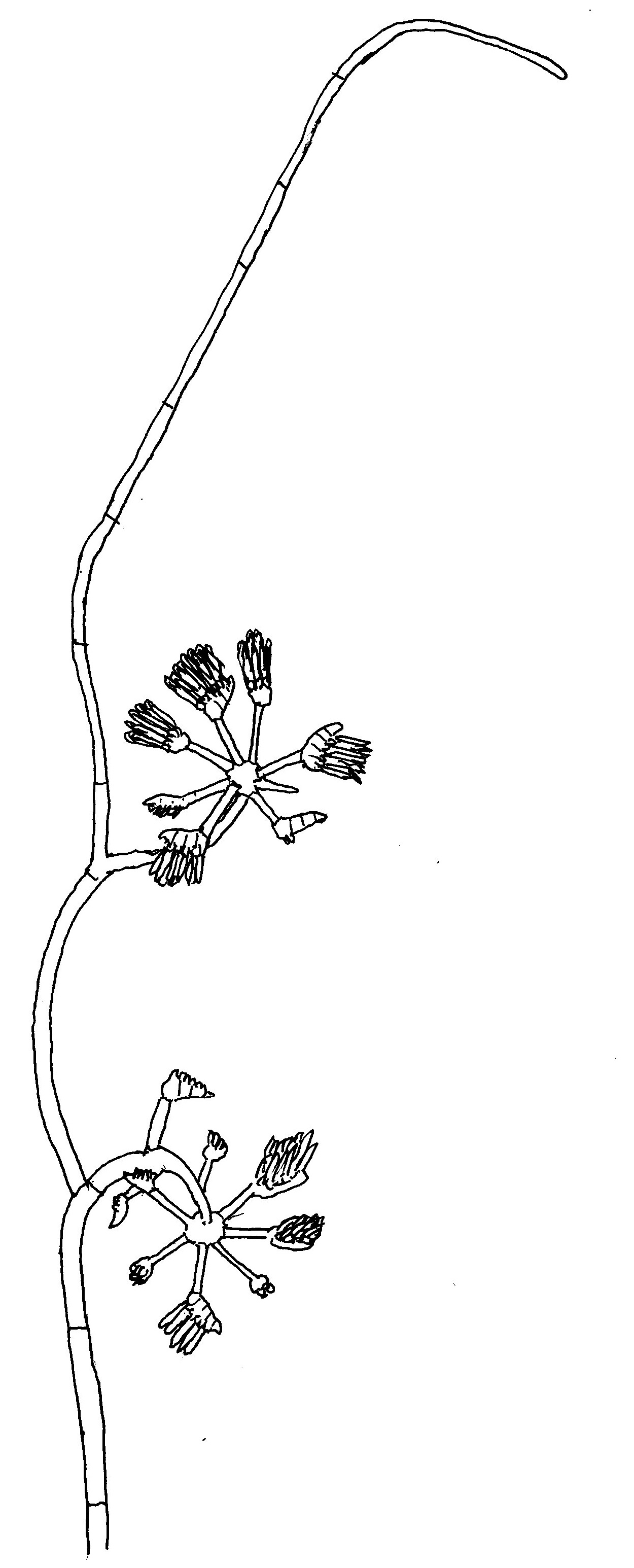
胞子形成枝を複数含む気中菌糸

Benjamin(1959) による本属の形質は以下の通り。
コロニーは疎らに広がる。胞子嚢柄は基質中の栄養菌糸から出て直立、あるいは斜めに立ち上がり、不規則な仮軸状分枝を見せ、不実な先端を多数作る。スポロクラディアには柄があり、連続的に形成され、曲がった小枝の上散房状に生じる。偽フィアライドはその下側の面に、おおよそ長軸方向に直交するような列をなして並び、長円柱形で先端に単独の分節胞子嚢をつける。分節胞子嚢は細長い倒棍棒状で、成熟時には粘液球に包まれる。接合胞子は未知。
より具体的な特徴として、唯一の種として知られる M. pterosporus に基づいて以下に示す。

### 栄養体
YpSs培地上でのコロニーは黄色を帯びたクロム色。栄養菌糸は無色で隔壁があり、不規則に分枝し、径は約4～5μm。また栄養菌糸からは明るい黄色の色素が周囲の基質中に分泌される。

### 無性生殖
無性生殖は単胞子性の分節胞子嚢に形成される胞子嚢胞子による。胞子嚢柄は直立、または斜めに伸び、高さ2mmに達する。胞子嚢柄は仮軸状に分枝し、隔壁があり、表面は滑らか。その主軸の下部における細胞は30～80μm×7-10μm。胞子嚢柄は分枝すると多くの場合に胞子を形成する枝と形成しない不実の枝に分かれる。不実の枝は細長くて隔壁があり、普通は主軸より細くなる。またそのような枝の主軸基部近くから伸びるものの場合、それは主軸の周りに往々にねじれを見せながら伸び上がり、周りの菌糸を取り囲むようになる。胞子を形成する枝は短くて長さ40～80μm、1～2細胞からなり、巻き込むような形になってその先端に6～12個(平均9個)のスポロクラディアの房をつける。スポロクラディアは連続的に形成される。スポロクラディアには柄があり、その柄は僅かに先細りの形をしており、長さは18～35(平均25)μm、幅はその中程で3.5～5μm。スポロクラディアは滑らかで先細りの形をしており、柄を除いて4～5個、普通は4個の細胞からなっており、その長さは16～25(平均で20)μm、基部での幅は6～8μm。基部から柄に強い角度で折り返す形となっており、そこからはほぼ真っ直ぐで、先端の不実の細胞は僅かに内向きに曲がっている。偽フィアライドは卵形で、3～4μm×2μm、スポロクラディアの胞子をつける細胞にほぼ縦2列、それぞれ3～7個ずつが並ぶ。分節胞子嚢は淡い黄色で細長い卵形に近い棍棒状で長さは12.5～17(平均15.5)μm、幅は基部近くで3～3.5μm。分節胞子嚢の壁は胞子嚢胞子の先端から1～1.5μmほど離れて透明な膨らみとして見え、その径は胞子嚢胞子の最大の径とほぼ等しい。胞子嚢胞子は長さ12～16(平均14)μm、幅は基部の近くで3～3.5μm、先端にかけては一様に細くなり、基部は丸まっている。
胞子嚢胞子の発芽の際には発芽管は胞子の基部近くから出る。

### 有性生殖
接合胞子嚢形成によると思われるが観察されていない。

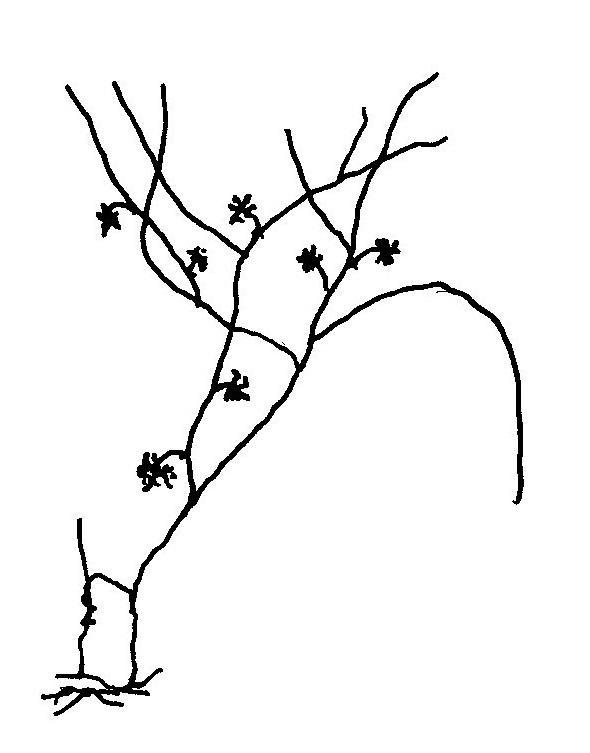
菌糸体の概形
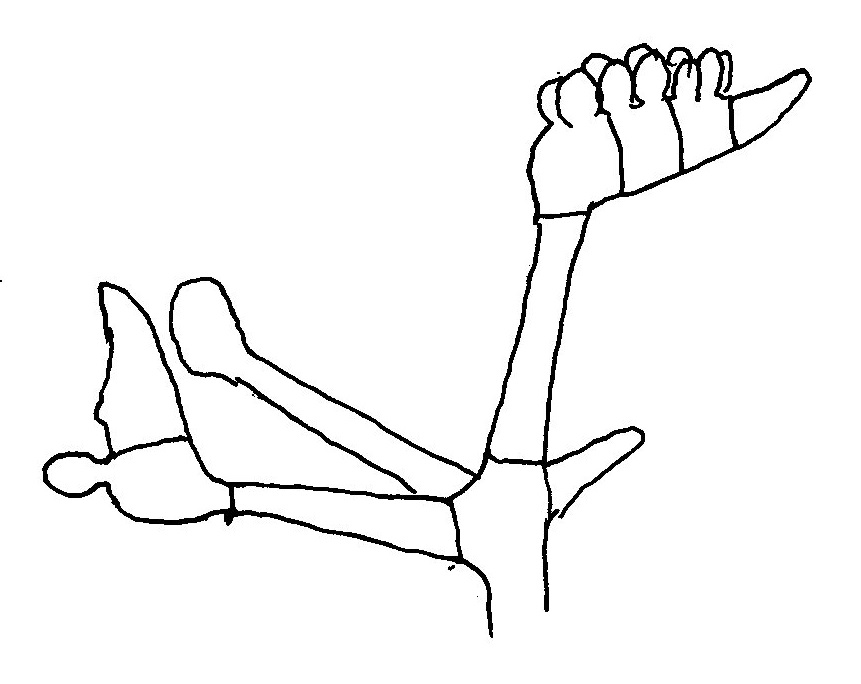
若い胞子形成枝
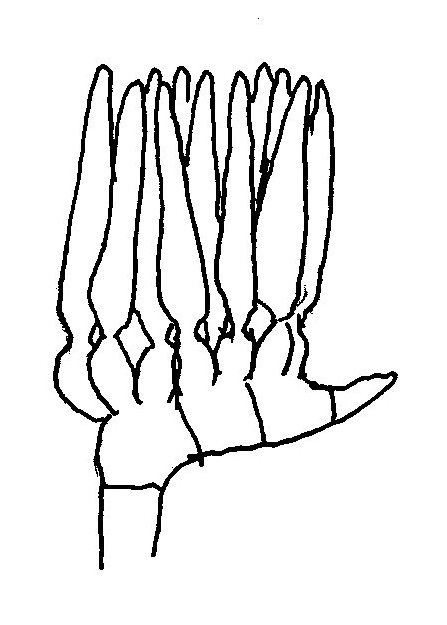
成熟した胞子をつけたスポロクラディア
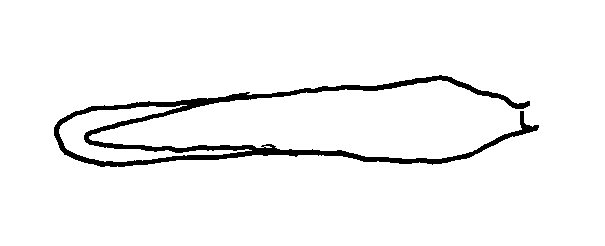
分節胞子嚢

## 分布・生態など
この菌のタイプ株はアフリカのコンゴ、ヤンガンビ（ツォポ州イサンゴ地区）の森林土壌から分離された。この菌はこれ以降発見されていない。従って生態などもそれ以上には何も分かっていない。

## 分類など
この菌のスポロクラディアの形態はブラシカビ Coemansia やマルテンセラ Martensella とほぼ共通しており、その類縁性はまず疑いがない。ただし原記載とBenjamin(1959) では判断に違いがあり、原記載ではスポロクラディアの内側に胞子が形成されるとしており、これはマルテンセラの形に近いが、Benjamin(1959) の判断では外側であり、ブラシカビと共通するとしている。しかしいずれにせよ胞子形成枝の先端にスポロクラディアを散房状に連続して形成するというのは他に似たものがなく、独自の属を立てる判断は広く認められている。
キックセラ目は従来はキックセラ科に全て纏めていたが、Kurihara(2002)はそれらを総括して見直し、複数の科に分けることを提案したが、本属についてはキックセラ科とするべきと判断している。分子系統の情報でも本属はブラシカビなどと同一のクレードに含まれることが示されている。Reynolds et al.(2023) によると本種はキックセラ亜門の系統樹ではブラシカビを含むクレードと同一のクレードに属し、ブラシカビ各種とは姉妹群をなし、このクレードにはリンデリナ Linderina やミコニンファエア Myconymphaea なども含まれるが、本属に一番近いのはディプサコミケス Dipsacomyces という結果となっている。